# Jill Bolte Taylor
Jill Bolte Taylor (Terre Haute, 4 maggio 1959) è una biologa statunitense.
È una neuroanatomista americana specializzata nell'analisi post mortem del cervello umano.
Insegna alla Indiana University School of Medicine, è la portavoce nazionale dell'Harvard Brain Tissue Resource Center ed è neuroanatomista consigliere del Midwest Proton Radiotherapy Institute.

## L'ictus e la sua operazione
La mattina del 10 dicembre 1996, al risveglio, la dottoressa Taylor si rese conto che stava avendo una forma rara di ictus, una malformazione artero-venosa (MAV). Tre settimane dopo, il 27 dicembre 1996, fu sottoposta a un delicato intervento chirurgico al Massachusetts General Hospital, per rimuovere un'emorragia grande come una pallina da golf che premeva sui centri del linguaggio, nell'emisfero sinistro del suo cervello.
Sulla sua guarigione e sulle conoscenze che ha acquisito sul funzionamento del cervello, la dottoressa Taylor ha scritto un libro, La scoperta del giardino della mente. Cosa ho imparato dal mio ictus cerebrale, pubblicato in Italiano da Mondadori nella traduzione di Massimo Parizzi ed Elia Riciputi.